# Операция «Воздушный мост»
Операция «Воздушный мост» — последняя плановая операция советских войск в Афганской войне. Заключалась в поставке грузов для осаждённого гарнизона правительственных войск Республики Афганистан в аэропорт города Кандагар (31°30′09″ с. ш. 65°51′02″ в. д.).
Командование операции осуществлял заместитель командующего 40-й армии генерал-майор Николай Пищев.

## Предшествовавшие события
На заключительном этапе вывода советских войск из Афганистана, для правительственного режима сложилась тяжёлая ситуация в южных провинциях.
С отводом советских войск, правительственные войска ДРА, не справляясь с натиском многочисленных отрядов моджахедов, вынуждены были постепенно оставлять позиции.
Из южных провинций Гильменд и Кандагар советские войска были выведены в начале августа 1988 года. Практически сразу после вывода советских войск афганские моджахеды взяли под свой контроль почти всю территорию этих провинций, за исключением нескольких небольших районов, удерживаемых правительственными войсками.
Один из основных районов находился в городе Кандагар и представлял собой эллипс, вытянутый с юго-запада на северо-восток, размерами 40 на 10 километров. Внутри этого района располагалась часть города Кандагар и аэропорт «Ариана» (официальное название аэропорта на тот момент). В районе аэропорта находилось скопление бывших советских военных городков, которые ранее принадлежали 70-й отдельной мотострелковой бригаде и нескольким другим воинским частям. Эти военные городки со всей инфраструктурой, запасами боеприпасов и вооружения были переданы управлению 2-го армейского корпуса правительственных войск ДРА.
Обороной административного центра провинции руководил командир 2-го армейского корпуса генерал-лейтенант Нур-уль-Хак Улюми (в русскоязычных источниках — Олюми), под командованием которого было всего 1500 бойцов, а также танковый батальон 7-й танковой бригады 4-го армейского корпуса. Кроме этого, под командованием командира корпуса находились смешанные вооруженные отряды ХАДа и Царандоя.
После вывода советских частей из Кандагара, моджахеды, вытеснив со сторожевых застав правительственные войска, перерезали автомобильную дорогу, связывавшую город со столицей, Кабулом, на северо-востоке, и дорогой, ведущей на север к советскому городу Кушка, из которого происходило всестороннее обеспечение правительственных войск и режима в целом.
Группировки афганских моджахедов планировали захватить Кандагар как второй по численности город Афганистана, чтобы сформировать в нём собственное независимое правительство и сделать город столицей нового государства — противопоставив себя кабульскому режиму Наджибуллы. Планам моджахедов мешали остатки заблокированного 2-го армейского корпуса, которые испытывали острую потребность в боеприпасах и вооружении.
По просьбе руководства Республики Афганистан советскому руководству, перед советскими войсками была поставлена задача произвести совместную с правительственными войсками операцию по снабжению остатков заблокированного в Кандагаре 2-го армейского корпуса вооружением и боеприпасами.
Ранее советские войска проводили подобные операции по доставке грузов для заблокированных гарнизонов. Одной из крупнейших по масштабу была операция «Магистраль», состоявшаяся в январе 1988 года.

## Разработка операции
Первоначально рассматривался вопрос организации доставки грузов крупной автомобильной колонной, которая должна была пробиться с войсками от Кушки через города Герат, Даулатабад, Диларам, Гиришк и далее до Кандагара.
Первоначально по плану разработанному штабом 40-й армии, предполагалось привлечь для участия в операции подразделения 15-й отдельной бригады специального назначения, которая была выведена в Узбекскую ССР. Позже рассматривался вариант использования 56-й отдельной гвардейской десантно-штурмовой бригады, которая была выведена на территорию Туркменской ССР.
Но отказом от подобного варианта послужил пересмотр итогов операции «Плотина». Данная операция проводилась в период с 20 по 31 октября 1988 года. Конечной целью данной операции была доставка боеприпасов, горючего и продовольствия воинской части правительственных войск которая удерживала стратегически важное водохранилище у кишлака Каджаки и гидроэлектростанцию на реке Гильменд в одноимённой провинции. Согласно плану операции, советские войска и правительственные войска должны были преодолеть в южном направлении от города Шинданд, где находился штаб 5-й гвардейской мотострелковой дивизии, около 300 километров через территорию занятую противником и выставив временное сторожевое охранение по пути следования, доставить груз в конечную точку. Всего для доставки грузов было задействовано около 2 000 автомобилей. Кроме доставки груза в Каджаки, советские войска должны были сопроводить грузы до заблокированных гарнизонов правительственных войск в городах Лашкаргах и Гиришк. Только к 24 октября советским войскам, преодолевая сопротивление противника, удалось с боями пробиться до Каджаки. Далее советские войска вместе с правительственными войсками были втянуты в оборонительные бои, которые продлились трое суток. 28 октября советское командование приняло решение о нецелесообразности дальнейшего пребывания в Каджаки афганской воинской части и дало приказ об её выводе и отступлении в постоянный пункт дислокации 5-й дивизии. Данная операция сопровождалась большими потерями как в автомобильной технике так и в бронетехнике советских войск. Личный состав 5-й дивизии также понёс потери.
Советская разведка предоставила данные, согласно которым моджахедам в провинциях Кандагар и Гильменд удалось собрать 260 отрядов и групп общей численностью более 10 тысяч человек, также установить что моджахедами осуществлено массированное минирование дорог по маршруту продвижения к городу Кандагар. Также разведкой было установлено что отряды противника, половина из которых принадлежала Исламской Партии Афганистана под руководством Гульбеддина Хекматиара, удалось отбить у правительственных войск серьёзное количество вооружения (9 танков, 5 БТР, 5 БМП, 3 БРДМ, 2 установки РСЗО БМ-21, 4 гаубицы Д-30А, 18 единиц 76-мм пушек и 67 автомобилей).
Разработанный штабом 40-й армии план по проводке колонны силами 56-й десантно-штурмовой бригады был отвергнут вышестоящим командованием, как невозможный к реализации.
Учитывая все обстоятельства сложившиеся в районе Кандагара и опыт предшествовавшей операции «Плотина», в штабе 40-й армии была разработана операция под условным названием «Воздушный мост», которая заключалась в переброске грузов осаждённому гарнизону на самолётах военно-транспортной авиации.
Возглавлять операцию был назначен первый заместитель командующего 40-й армией генерал-майор Николай Пищев.

## Замысел операции
По плану операция должна была начаться 21 января 1989 года.
На первом этапе планировалась переброска в ночное время первого эшелона десанта в аэропорт «Ариана». В состав десанта первого эшелона должны были войти оперативная группа армии и военнослужащие от следующих воинских частей 5-й дивизии:
- связисты от 388-го отдельного батальона связи;
- сапёры от 68-го отдельного гвардейского инженерно-сапёрного батальона;
- артиллерийские расчёты от 1060-го артиллерийского полка;
- разведчики от 650-го отдельного гвардейского разведывательного батальона.

В общей сложности на аэропорт планировалось перебросить до 600 военнослужащих. Задача военнослужащих 650-го батальона состояла в охране и обороне территории аэропорта и взлётно-посадочной полосы.
На переброску первого эшелона отводилось 2-3 ночи и выделялись 5 самолётов Ан-12. В общей численности предполагалось перебросить до 600 человек.
В последующем высаженный десант должен был обеспечить приём грузов с прибывающих самолётов в период до 4 февраля. На проведение всей операции выделялось 15 суток.
Для обеспечение охраны и обороны аэропорта было запланировано к переброске 20 единиц БТР, 6 гаубиц Д-30А, 2 установки БМ-21, 5 тягачей ГАЗ-66, транспортно-заряжающая машина на базе Урал-4320, 2 станции космической связи, две радиостанции на шасси БТРа Р-145БМ и одна на автомобильном шасси Р-140.
Основной сложностью проведения операции было полное отсутствие аэронавигационного обеспечения в аэропорту «Ариана». Экипажи военно-транспортных самолётов должны были самостоятельно осуществлять взлёт и посадку.
Поставки грузов должны были осуществляться с аэродрома Мары в Туркменской ССР и аэродрома Шинданда.
От военно-транспортной авиации в операции планировалось задействовать 50-й отдельный смешанный авиационный полк и 930-й военно-транспортный авиационный полк. Огневую поддержку с воздуха должны были осуществлять Су-25 из состава 378-го штурмового авиационного полка и МиГ-27 из состава 134-го истребительно-бомбардировочного полка из Шинданда.
Штурмовая авиация должна была подавлять огневые точки противника ведущие огонь по территории аэропорта.

## Ход операции
Операция началась по другому сценарию, раньше указанного в плане срока и с привлечением меньшего чем было запланировано количества военнослужащих.
Переброска началась в 6 часов 10 минут 20 января — на сутки раньше намеченного срока.
На первом Ан-12 в аэропорт Кандгара были доставлены 52 бойца 650-го батальона под командованием подполковника Мауренко Николая. Всего в охране и обороне аэропорта было решено задействовать только 71 военнослужащих 650-го батальона.
В общей сложности на обеспечение операции в аэропорт «Ариана» были заброшены около 170 человек.
После приземления разведчики оцепили территорию аэропорта и взяли его под свою охрану. Самолёты приземлялись в темноте с выключенными огнями на неосвещённую полосу.
С высадки первого эшелона начались развёртывание средств связи и высадка транспортных самолётов с оружием и боеприпасами. Была восстановлена система освещения взлётно-посадочной полосы.
21 января в результате артиллерийского обстрела противника был повреждён и выведен из строя санитарный самолёт Ан-26М (бортовой номер 09) из состава 50-го отдельного смешанного авиационного полка. Всего за сутки военно-транспортными самолётами совершено 28 рейсов с аэродрома Мары и 4 рейса с аэродрома Шинданд, которыми были доставлены 326 тонн грузов, из которых 241 тонна приходилась на артиллерийские боеприпасы. Также для усиления 650-го батальона было доставлено 6 БТР-60ПБ, 2 миномёта, 3 крупнокалиберных пулемёта «Утёс», 3 автоматических гранатомёта АГС-17, 6 пулемётов ПКМ и 14 огнемётов РПО-А «Шмель». Согласно одному из вариантов дальнейшего развития событий — по окончании операции бронетранспортёры могли быть использованы для прорыва блокады высаженным десантом и возвращения на них до Шинданда.
22 января за сутки было доставлено за 37 рейсов 313 тонн груза. При этом по территории аэропорта противником был нанесён удар 28 реактивными снарядами. Был повреждён один Ан-12.
23 января за сутки было осуществлено только 17 рейсов с доставкой 173 тонн грузов. Противник нанёс удар по взлётно-посадочной полосе 31 реактивным снарядом. Один АН-12 из состава 930-го военно-транспортного авиационного полка при посадке был обстрелян, получил серьёзные повреждения и загорелся. Экипажу удалось покинуть горящий самолёт. Вечером на территорию аэропорта удалось проникнуть группе моджахедов, которая предприняла попытку уничтожения системы освещения взлётно-посадочной полосы. При уничтожении группы противника были ранены 4 военнослужащих 650-го батальона. В эту же ночь в 21:54 противник открыл мощный огонь из миномётов, пулемётов, реактивных установок по двум Ан-12 пытавшимся произвести посадку, чем сорвал перевозку и вынудил их улететь обратно на аэродромы базирования
24 января около 12:00 произошёл мощный взрыв, устроенный проникшей на территорию аэропорта диверсионной группой моджахедов. Моджахедам удалось уничтожить склад с 300 тоннами боеприпасов. Один военнослужащий 650-го батальона получил при этом серьёзные травмы и тяжёлую контузию. В аэропорт была доставлена техническая группа которая на месте занялась ремонтом и демонтажом повреждённых самолётов.
Всего за время проведения операции противник выпустил по территории аэропорта около 700 артиллерийских снарядов. Ввиду большого количества повреждений взлётно-посадочной полосы снарядами, которые создавали сложности для посадки и взлёта самолётов, военнослужащие 650-го батальона были привлечены к минимальному ремонту полотна.
26 января было произведено 14 рейсов, которые довели общее количество доставленных грузов до 1 000 тонн.
Усилившийся натиск противника вынудил советское военное руководство привлечь для авиационной поддержки гарнизона Кандагара кроме 378-го штурмового авиационного полка и 134-го истребительно-бомбардировочного полка также самолёты Су-17 из состава 274-го истребительно-бомбардировочного авиационного полка и истребители МиГ-23МЛД из состава 120-го истребительного авиационного полка. В конце января против обстреливавших аэропорт моджахедов была применена Дальняя авиация — в окрестностях Кандагара, севернее аэропорта на 10 километров в районе кишлака Даман, стратегическими бомбардировщиками на противника были сброшены трёхтонные бомбы ФАБ-3000.
До 1 февраля было доставлено 2 600 тонн груза.
С 1 по 3 февраля полёты были прекращены из-за поднявшейся пыльной бури.
Вечером 3 февраля поступил приказ командующего 40-й армии о немедленной эвакуации советских военнослужащих из аэропорта «Ариана». Эвакуация должна была проводиться в тёмное время суток — в условиях непрекращающейся пыльной бури. Вся военная техника и тяжёлое стрелковое вооружение доставленная для усиления 650-го батальона — оставалась силам блокированного гарнизона правительственных войск.
После полуночи в аэропорт поочерёдно прибыли 6 единиц Ан-12, которые до 5:00 утра 4 февраля, взлетая под плотным обстрелом противника, эвакуировали все 170 советских военнослужащих на аэродром Шинданда.

## Расхождения в свидетельствах участников операции
Подробный отчёт о проведении операции был опубликован участником операции полковником Олегом Кривопаловым, который являлся заместителем командующего операцией по политчасти. В свидетельствах участников события имеются расхождения в количестве военнослужащих находившихся на обеспечении операции в аэропорту «Ариана». В это число входят члены оперативной группы, разведчики 650-го батальона, связисты, группа авиационных техников обеспечивавших работу освещения взлётно-посадочной полосы, техническая группа по демонтажу и ремонту самолётов.
Командир 650-го батальона подполковника Николая Мауренко приводит цифру в 170 человек. Кривопалов указывает что в этом количестве было 17 связистов. Непосредственно сами военнослужащие 650-го батальона указывают что от их формирования в операции принимало участие 71 разведчик.
Также в свидетельствах очевидцев имеется разница в указании даты окончания операции. Согласно Кривопалову эвакуация произошла в ночь с 3 на 4 февраля. Согласно свидетельству Мауренко это произошло в ночь с 4 на 5 февраля. По свидетельству старшины 2-й разведывательной роты 650-го батальона прапорщика Евгения Кутепова, эвакуация прошла в ночь с 6 на 7 февраля.

## Потери сторон
По итогам операции советские войска понесли следующие потери:
- убитых — нет;
- ранены — 5 военнослужащих 650-го батальона;

Потери в военной технике:
- 1 санитарный самолёт Ан-26М из состава 50-го смешанного авиационного полка;
- 1 транспортный самолёт Ан-12БП из состава 930-го военно-транспортного авиационного полка.

Потери среди правительственных войск и афганских моджахедов — неизвестны.

## Итоги операции
Доставленные грузы помогли войскам генерал-лейтенанта Олюми в критической ситуации отстоять аэропорт и часть Кандагара от натиска отрядов Гульбеддина Хекматияра. Более того, войдя в союз с некоторыми вооружёнными группировками моджахедов, генерал Олюми сумел достаточно укрепиться и расширить зону своего влияния.
К лету 1989 года генерал Улюми был назначен указом Президента Афганистана Наджибуллы генерал-губернатором провинции Кандагар.